# ロアール・アムンセン (フリゲート)
ロアール・アムンセン（ブークモール：KNM Roald Amundsen, F 311）は、ノルウェー海軍のフリゲート。フリチョフ・ナンセン級フリゲートの2番艦。艦名は探検家ロアール・アムンセンに由来する。

## 艦歴
「ロアール・アムンセン」は、スペイン企業のナバンティアフェロル造船所で建造され、2004年6月3日起工、2005年5月25日進水、2007年5月21日に就役した。
2025年4月からイギリス海軍空母「プリンス・オブ・ウェールズ」を中心とした英空母打撃群（CSG 25）の一員としてインド太平洋地域に展開し、同年8月4日から12日にかけて西太平洋において、日本の海上自衛隊護衛艦「かが」や米海軍空母「ジョージ・ワシントン」などと日英米豪西諾共同訓練を実施した。
同年8月12日、「プリンス・オブ・ウェールズ」、英海軍駆逐艦「ドーントレス」とともに横須賀基地に入港した。ノルウェー海軍艦艇が日本に寄港するのは今回が初めて。なお、8月19日から8月22日の間は、東京国際クルーズターミナルに入港し、8月22日から9月2日は再び横須賀基地に停泊する。
沿岸戦隊フリゲート隊に所属し、ハーコンスヴァーン海軍基地を母港としている。

## ギャラリー

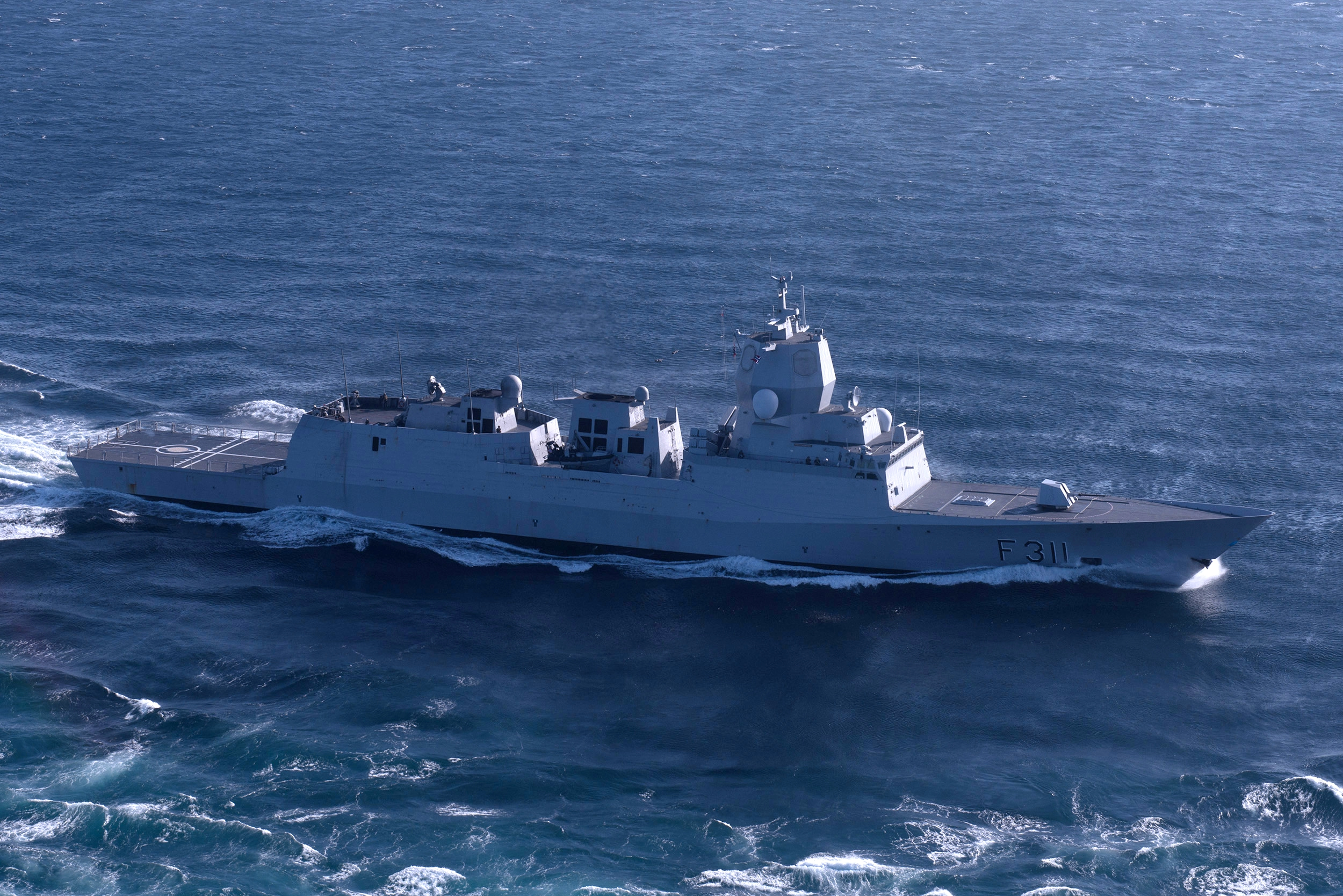
大西洋でアメリカ海軍のハリー・S・トルーマン空母打撃群の演習に参加中の「ロアール・アムンセン」（2018年2月16日）
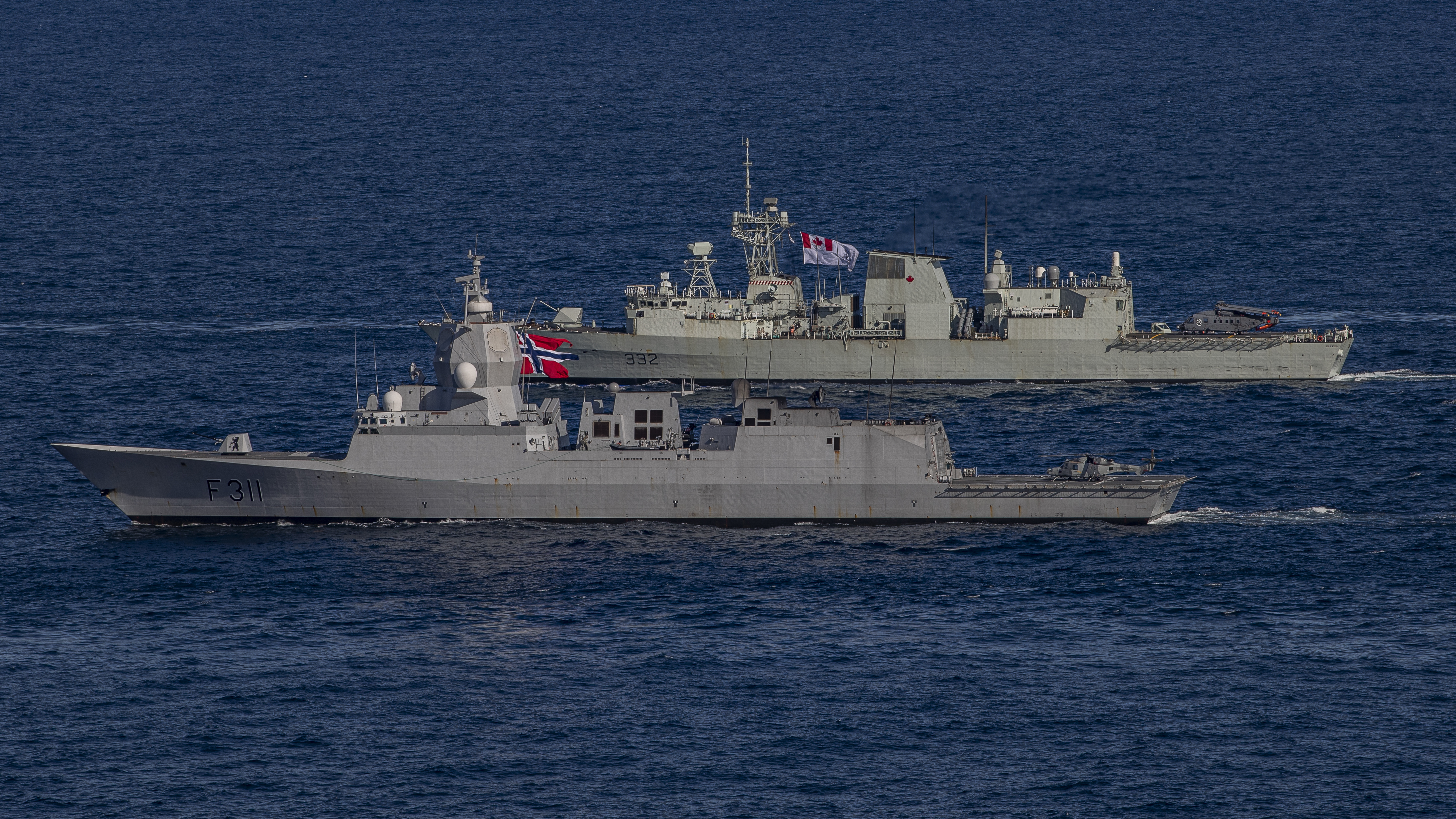
演習「タリスマン・セイバー25」に参加中の「ロアール・アムンセン」（手前）。奥はカナダ海軍フリゲイト「ヴィル・ド・ケベック」（2025年7月18日）
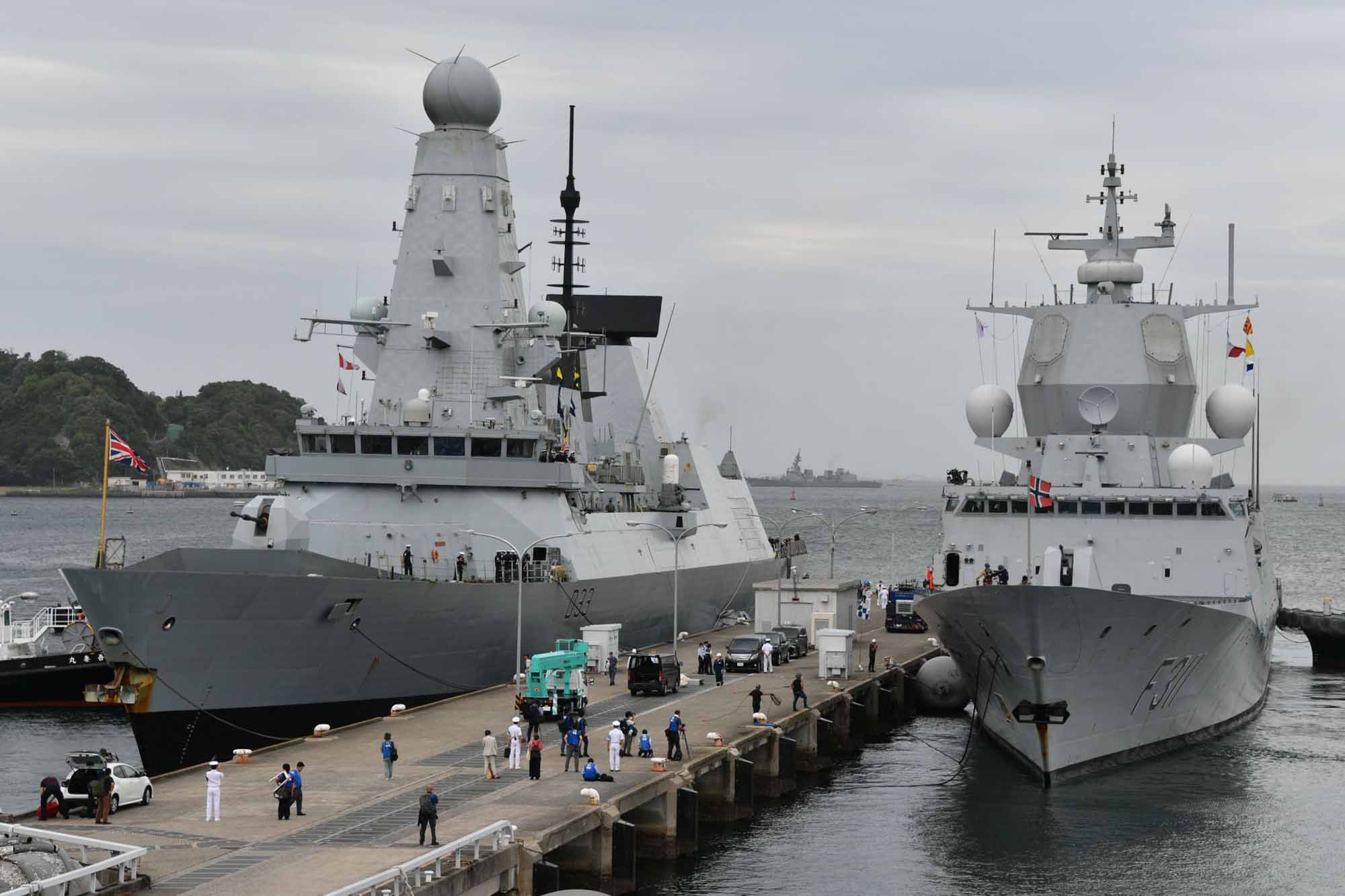
海上自衛隊横須賀基地に入港した「ロアール・アムンセン」（右）。左は英駆逐艦「ドーントレス」（2025年8月12日）